# Springwater (Oregon)
Springwater az Amerikai Egyesült Államok Oregon államának Clackamas megyéjében, az Oregon Route 211 mentén elhelyezkedő önkormányzat nélküli település.

## Története
Az 1874 és 1914 között működő posta első vezetője George A. Crawford volt. A presbiteriánus templom 1890 körül épült. A grangerek vásárát 1923-ban alapították.

## Fordítás
- Ez a szócikk részben vagy egészben  a   Springwater, Oregon című angol Wikipédia-szócikk ezen változatának fordításán alapul.  Az eredeti cikk szerkesztőit annak laptörténete sorolja fel. Ez a jelzés csupán a megfogalmazás eredetét és a szerzői jogokat jelzi, nem szolgál a cikkben szereplő információk forrásmegjelöléseként.